# Goran Kalamiza
Goran Kalamiza (Čakovec, 5. veljače 1974.) je bivši hrvatski košarkaš i državni reprezentativac. Igrao je na mjestu organizatora igre. Visine je 190 cm. Igrao je u Euroligi sezone 1998./99. za turski Fenerbahçe Ülker iz Istanbula. U Hrvatskoj je igrao u čakovečkom Međimurju, zagrebačkoj Doni (kasniji Franck, momčadi Cibonina podmlatka), Ciboni s kojom je osvojio hrvatski kup 1995./96., u Splitu s kojim je osvojio hrvatski kup 1996./97. te Zadru. U Europi još je igrao za varšavsku Poloniju, njemački EnBW Ludwigsburg, grčki MENT BC Vassilakis, kosovsku Peju i hercegovački HKK Široki.

## Vanjske poveznice
- Eurobasket